# ФК Мура 05
Мура 05 је фудбалски клуб из Мурске Соботе у Словенији. Незванични је наследник НК Муре (основане 1921), банкротирале 2005. године, која је 90-их играла и у европским куповима. Након гашења старог клуба, нови клуб Мура 05 је основан 16. јуна 2005. године. Тренутно се такмичи у Првој лиги Словеније.

## Историја
Клуб је наступао сезоне 2005/06. у Трећој лиги Исток, где је освојио прво место, а после у Другој лиги све до сезоне 2010/11., када клуб обезбеђује пласман у виши ранг иако је сезону завршио на четвртом месту, јер су три првопласирана клуба одустала од вишег ранга због финансијских проблема. Клуб је већ у првој сезони у Првој лиги заузео треће место и обезбедио пласман у квалификације Лиге Европе за сезону 2012/13.
Мура је дебитовала у групној фази Уефиних такмичења, када су се пласирали у премијерно издање Лиге конференције у сезони 2021/22.

## Мура 05 у европским такмичењима
| Сезона  | Такмичење   | Коло        | Клуб          | Дом.  | Гост   | Укупно      |
| ------- | ----------- | ----------- | ------------- | ----- | ------ | ----------- |
| 2012/13 | Лига Европе | 1. коло кв. | Баку          | 2 : 0 | 0 : 0  | 2 : 0       |
| 2012/13 | Лига Европе | 2. коло кв. | ЦСКА Софија   | 0 : 0 | 1 : 1  | 1 : 1 (пгг) |
| 2012/13 | Лига Европе | 3. коло кв. | Арсенал Кијев | 0 : 2 | 3 : 01 | 3 : 2       |
| 2012/13 | Лига Европе | плеј-оф     | Лацио         | 0 : 2 | 1 : 3  | 1 : 5       |

Напомене
- Напомена 1: УЕФА је службено доделила победу од 3:0 словеначком тиму, јер је за Арсенал из Кијева у првом мечу наступао суспендовани играч Ерик Матуку. Оригинални резултат је 3:0 за кијевски тим.

## Успеси
- Прва лига Словеније
  - Првак (1) : 2020/21.
- Друга лига Словеније
  - Првак (1) : 2017/18.
- Куп Словеније
  - Освајач (1) : 2019/20.